# Nagydevecser
Nagydevecser (románul Diviciorii Mari, németül Groß-Däwätsch) település Romániában, Kolozs megyében.

## Fekvése
A megye keleti részén, Kolozsvártól 59 km-re északkeletre, Szamosújvártól 17 km-re délkeletre, Kékesvásárhely, Szépkenyerűszentmárton, Kisdevecser és Mohaly közt fekszik.

## Története
1173-ban Deuecher Superior néven említik először.
Középkori katolikus lakossága a reformáció idején áttért a református hitre.
A 17. században a települést előbb Giorgio Basta katonái, majd 1658-ban a tatárok pusztítják el, meggyérítve a magyar lakosságot, melynek pótlására románok költöznek be a faluba. Az 1717-es utolsó tatárjárás is  sok áldozatot szedett, a tatárok a lakosság jelentős részét fogságba hurcolták.
A trianoni békeszerződésig Szolnok-Doboka vármegye Kékesi járásához tartozott.

## Lakossága
1910-ben 652 lakosa volt, ebből 516 román, 103 magyar, 17 német és 16 cigány.
2002-ben 202 lakosából 172 román, 20 cigány és 10 magyar volt.

## Látnivalók
- Református templomát az okiratok szerint 1460 körül építették – ekkor még katolikus templomnak – és Szűz Mária tiszteletére szentelték fel. Miután a lakosság áttért a református hitre, a templomot is átalakították az új vallás igényeinek megfelelően. 1643-ban újjáépítik.  1838-ban romladozásnak indult, 1851-ben egyik oldala bedőlt, ezért 1863-ban ismét kénytelenek voltak újjáépíteni.